# Chikoti Chirwa
Chikoti Chirwa (ur. 9 marca 1992 w Mzuzu) – piłkarz malawijski grający na pozycji defensywnego pomocnika. Od 2023 jest piłkarzem klubu CD Costa do Sol.

## Kariera klubowa
Swoją karierę piłkarską Chirwa rozpoczął w klubie Red Lions, w którym w sezonie 2012/2013 zadebiutował w pierwszej lidze malawijskiej. W 2019 roku odszedł do Kamuzu Barracks, a w 2020 wrócił do Red Lions. W 2023 został piłkarzem mozambickiego CD Costa do Sol.

## Kariera reprezentacyjna
W reprezentacji Malawi Chirwa zadebiutował 29 marca 2015 w zremisowanym 1:1 towarzyskim meczu z Tanzanią, rozegranym w Mwanzie. W 2022 roku został powołany do kadry na Puchar Narodów Afryki 2021, jednak nie rozegrał na nim żadnego meczu.